# الخدمة الإذاعية السويدية في كيرونا

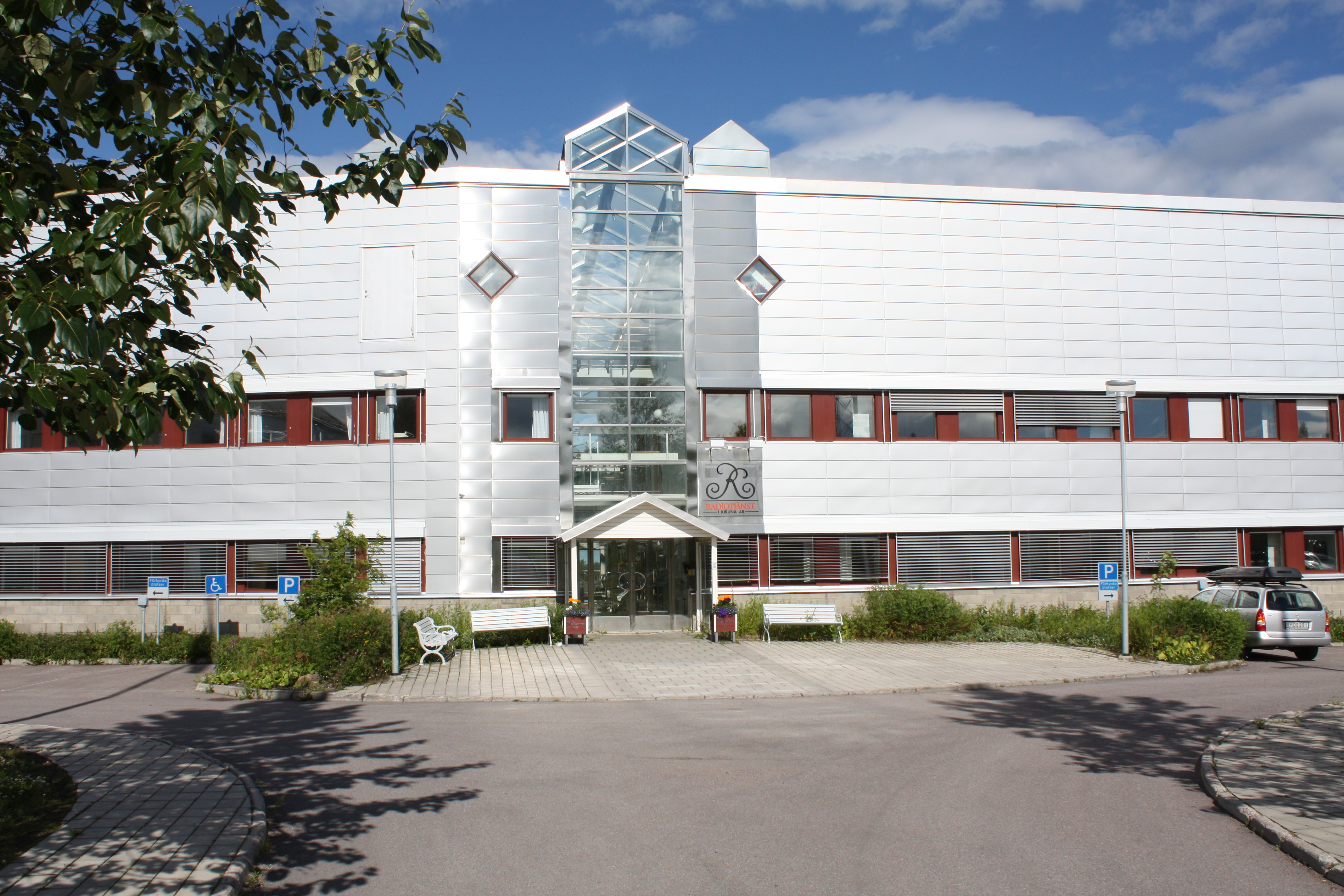
مقر الشركة الرئيسي في مدينة كيرونا السويدية

الخدمة الإذاعية السويدية أو الخدمة الإذاعية في مدينة كيرونا (بالسويدية: Radiotjämst i Kiruna).
وهي شركة  الرسوم التلفزيونية السويدية ، شركة خاصة نشأت في عام 1988 في مدينة كيرونا الواقعة في شمال السويد.  
وهي شركة تابعة لثلاث من شركات البث الإذاعي السويدي وهم ; التلقزيون السويدي، الراديو السويدي والراديو التعليمي السويدي. فإنه وبحسب القانون السويدي فإن كل شخص يملك جهاز مستقبل قنوات تلفزيونية في السويد (ريسيفر) يتوجب عليه أن يدفع سنويأ رسوم تلفاز ، وتبلغ الرسوم حالياً 2076 كرون سويدي (2014). وتجمع الرسوم من قبل شركة الرسوم الإذاعية السويدية ولكنها تُدارمن قبل مكتب الدين الوطني في الحكومة السويدية.  
هذه الرسوم تطبق على جميع المنازل التي تحتوي على أجهزة استقبال تلفزيوني، حتى ولو أن الجهاز لا يستخدم لمشاهدة التلفاز، أو أن المنطقة أو المنزل لا يصله البث التلفزيوني ، فإنه مجرد تملك جهاز الاستقبال يتطلب دفع الرسم. 
ادعت الشركة بـأن القانون الحالي يشمل أية أجهزة بإمكانها بشكل نظري مصممة لاستقبال إشارات الفيديو المتدفقة (كالحاسوب)  منذ أن تم عرض أول قناة من قنوات التلفزيون السويدي على الإنترنت بشكلها الكامل ، ولكن هذا التأويل للقانون تم إثبات بطلانه في محكمة بتاربخ 13 حزيران من عام 2014.

توظف الشركة حوالي 120 موظف، معظمهم في كيرونا ،  وعلى الرأس من ذلك المئات من المفتشين في جميع أنحاء السويد ، ويتم توظيف المفتشين بشكل مستقل. 